# Традиционалистский консерватизм
Традиционалистский консерватизм (Классический консерватизм) — политическая и общественная философия, связанная с идеями английского публициста Эдмунда Бёрка и являющаяся наиболее важной частью консерватизма.
Традиционалистский консерватизм выступает за важность традиций и институтов, сложившихся в определённом сообществе и проверенных на практике, и за их использование в качестве основы политики, морали и права. С точки зрения сторонников этой философии, люди полны привычек и предрассудков, а изменения естественным образом вытекают из традиций сообщества, а не происходят преднамеренно под весом аргументов.
Сторонники традиционалистского консерватизма скептически относятся к идеологиям, основанным на концепциях о человеческой свободе, разуме и других идеях Эпохи Просвещения. Они отвергают теоретическое мышление, предпочитая практическое мышление и сложившиеся предрассудки. Они считают естественными наличие власти и иерархии и подчинение им, а свободы рассматривают как основанные на нормах сообщества. С их точки зрения, устройство сообщества не задаётся людьми, а складывается на протяжении многих лет.